# Розкошівка (селище)
Розкошівка — селище в Україні, у Теплицькій селищній громаді Гайсинського району Вінницької області. Населення становить 75 осіб.
За назвою села названо станцію Розкошівка, де зупиняються пасажирські та приміські поїзди.

## Історія
12 червня 2020 року, відповідно розпорядження Кабінету Міністрів України № 707-р «Про визначення адміністративних центрів та затвердження територій територіальних громад Вінницької області», село увійшло до складу Теплицької селищної громади.
19 липня 2020 року, в результаті адміністративно-територіальної реформи і ліквідації Теплицького району, село увійшло до складу Гайсинського району.